# Heike Theele

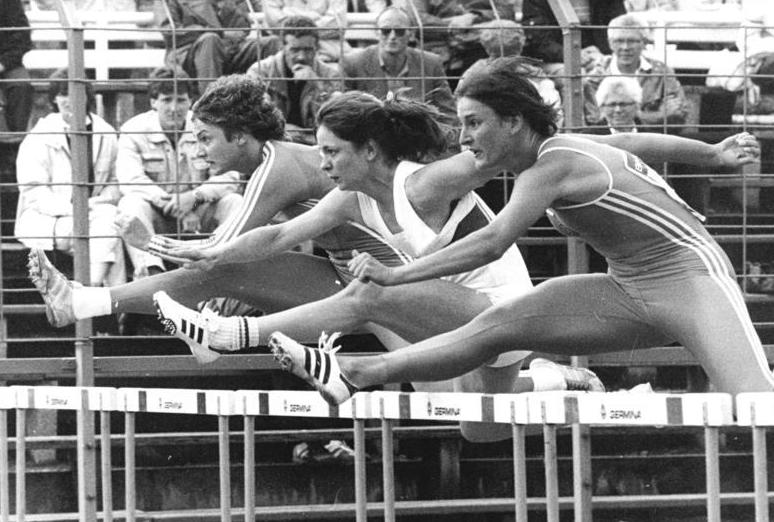
Cornelia Oschkenat (links), Heike Theele (Mitte) und Kerstin Knabe (rechts) 1986

Heike Theele, geb. Terpe, (* 4. Oktober 1964 in Magdeburg) ist eine ehemalige deutsche Leichtathletin, die für die DDR antrat.
1983 erreichte sie erstmals den Endlauf über 100 Meter Hürden bei DDR-Leichtathletik-Meisterschaften und wurde Fünfte. 1985 belegte sie den dritten Platz hinter Cornelia Oschkenat und Kerstin Knabe. Ihre beiden besten Meisterschaftsplatzierungen waren zweite Plätze 1986 und 1989 jeweils hinter Cornelia Oschkenat. Heike Theele startete in elf Länderkämpfen im Nationaltrikot der DDR. Bei den Europameisterschaften 1986 belegte sie den vierten Platz in 12,82 s. 1987 schied sie bei den Halleneuropameisterschaften im Zwischenlauf aus. Bei der Universiade 1987 siegte sie in 12,87 s.
Ihre Bestzeit von 12,63 s stellte sie am 27. Juni 1986 in Jena auf. Die 1,72 m große Heike Theele startete für den SC Magdeburg und wurde von Klaus Wübbenhorst trainiert.